# يو إف سي 49
يو إف سي 49: عمل غير منتهي (بالإنجليزية: UFC 49: Unfinished Business)‏ هو حدث لفنون القتال المختلطة نظمته يو إف سي، أُقيم في 21 أغسطس 2004، على إم جي إم جراند جاردن أرينا في لاس فيغاس، نيفادا، الولايات المتحدة.